# Eduardo Chicharro y Agüera
Eduardo Chicharro y Agüera (Madrid, 18 giugno 1873 – Madrid, 24 maggio 1949) è stato un pittore spagnolo.

## Biografia
Mentre era ancora molto giovane, iniziò a seguire alcune lezioni alla scuola delle arti e mestieri e poi, all'età di quindici anni, entrò nella Real Academia de Bellas Artes de San Fernando, dove fu allievo di Joaquín Sorolla, Manuel Domínguez Sánchez e Carlos de Haes . In seguito avrebbe citato De Haes come la principale influenza sul suo stile.
Ha partecipato a numerose mostre, sia nazionali che internazionali. Nel 1896 riceve la Menzione d'Onore all'Esposizione Nazionale di Belle Arti e, nel 1899, un Premio di Seconda Classe per l'opera "Uveras" (venditori di uva). Nel 1900, grazie a una borsa di studio, va a studiare all' Academia de España en Roma.
Nel 1904 riceve un premio di prima classe all'Esposizione Nazionale per "Il Poema di Arminda e Rinaldo", un'opera a tre pannelli raffigurante personaggi della Gerusalemme Liberata di Torquato Tasso . Nello stesso anno sposò María Briones e andò a vivere ad Ávila . È stato il vincitore di un altro premio nel 1908 per il dipinto "Le tre mogli". Negli stessi anni vengono organizzate delle sue mostre internazionali a Monaco e Liegi .
Nel 1910 fondò l'Asociación de Pintores y Escultores e ne fu il primo presidente. Due anni dopo, l'Asociación istituì un "Salón de otoño" annuale, sul modello del Salon d'Automne di Parigi, che era stato creato nel 1903.
Nello stesso anno (1912) fu nominato Direttore Academia Española de Bellas Artes de Roma, la sede italiana della Real Academia de San Fernando. Lui e la sua famiglia rimarranno a Roma fino al 1925. Durante il suo soggiorno, sviluppò un interesse per le opere di Rabindranath Tagore.
Al ritorno a Madrid, lavorò come professore presso la Scuola Superiore di Belle Arti. All'inizio della Seconda Repubblica spagnola, fu nominato Ispettore Generale della Scuola di Arti e Mestieri e, nel 1934, ne divenne il direttore. Durante la guerra civile spagnola, visse con il suo amico, il pittore Luis Gallardo Pérez, che lo ha influenzato la sua tavolozza di colori. Alla fine della guerra, ha riassunto le sue precedenti posizioni. È stato insignito dell'Ordine Civile di Alfonso X nel 1944.